# Салганда
Салганда — село в Чойском муниципальном районе Республики Алтай России, входит в Паспаульское сельское поселение.

## География
Село расположено к востоку от Горно-Алтайска, в долине реки Малой Иши, в месте впадения рек Салганды и Ургун.

## Население
| 2010 | 2011 | 2012 | 2013 | 2014 | 2015 | 2016 |
| ---- | ---- | ---- | ---- | ---- | ---- | ---- |
| 34   | →34  | →34  | ↗41  | ↗43  | ↘42  | ↘31  |